# Ciągle ktoś mówi coś
Ciągle ktoś mówi coś – drugi album zespołu Bank wydany w 1983 roku nakładem wydawnictwa Polmark. Materiał został nagrany w Szczecińskim Studio Polskiego Radia. Kaseta, bo w takiej formie został pierwotnie wydany, sprzedała się w nakładzie 170 tys. egzemplarzy. W 2007 Metal Mind Productions wydało reedycję albumu wraz z dwoma bonusami: „Z wielkiej podróży” i „Wielkie łowy”. W 2014 MMP wydało kolejną reedycję, tym razem w boksie razem z debiutanckim albumem Jestem panem świata….

## Lista utworów
Źródło:.
Strona A
1. „Ciągle ktoś mówi coś” (muz. Piotr Iskrowicz, Mirosław Gral; sł. Magdalena Wojtaszewska) – 4:15
2. „Psychonerwica” (muz. Mirosław Bielawski, Roman Iskrowicz; sł. Wojciech Jagielski) – 4:52
3. „Nie ma takiego numeru” (muz. Roman Iskrowicz, Mirosław Gral; sł. Marek Gaszyński) – 3:37
4. „Czas wiruje” (muz. Piotr Iskrowicz, Mirosław Bielawski; sł. Magdalena Wojtaszewska) – 5:42

Strona B
1. „Mija czas i nic” (muz. Piotr Iskrowicz; sł. Magdalena Wojtaszewska) – 6:35
2. „Jadę” (muz. Piotr Iskrowicz, Mirosław Gral; sł. Marek Gaszyński) – 2:53
3. „Uśmiech Julii” (muz. Roman Iskrowicz, Piotr Iskrowicz; sł. Magdalena Wojtaszewska) – 5:13
4. „Kryptonim – klatka schodowa” (muz. Roman Iskrowicz, Piotr Iskrowicz; sł. Wojciech Jagielski) – 3:37

bonusy CD Metal Mind Productions (2007)
1. „Z wielkiej podróży” (muz. Roman Iskrowicz; sł. Grzegorz Tomczak) – 4:59
2. „Wielkie łowy” (muz. Marek Biliński) – 4:25

## Twórcy
Źródło:.

### Muzycy
- Mirosław Bielawski – śpiew
- Marek Biliński – instrumenty klawiszowe
- Mirosław Gral – gitara
- Piotr Iskrowicz – gitara
- Roman Iskrowicz – gitara basowa
- Krzysztof Krzyśków – perkusja
- Przemysław Niemiec – perkusja

### Personel
- Piotr Madziar – reżyser nagrania